# أوديسا العقل
أوديسا العقل (بالإنجليزية: Odyssey of the Mind)‏ وتختصر بـ OM هي مسابقة لحل المسائل بطريقة خلاقة مفتوحة للطلاب من صف الحضانة وحتى الكليات. تقوم فرق بمحاولة مسألة محددة ومن ثم يقدمون حلهم في المسابقة. وعليهم أيضا الإجابة بطريقة عفوية على مسائل لم يألفوها من قبل.
تشرف على المسابقة شركة المسابقات الخلاقة (بالإنجليزية: Odyssey of the Mind is administered by Creative Competitions, Inc)‏ اختصارها (بالإنجليزية: CCI)‏.

## تاريخها

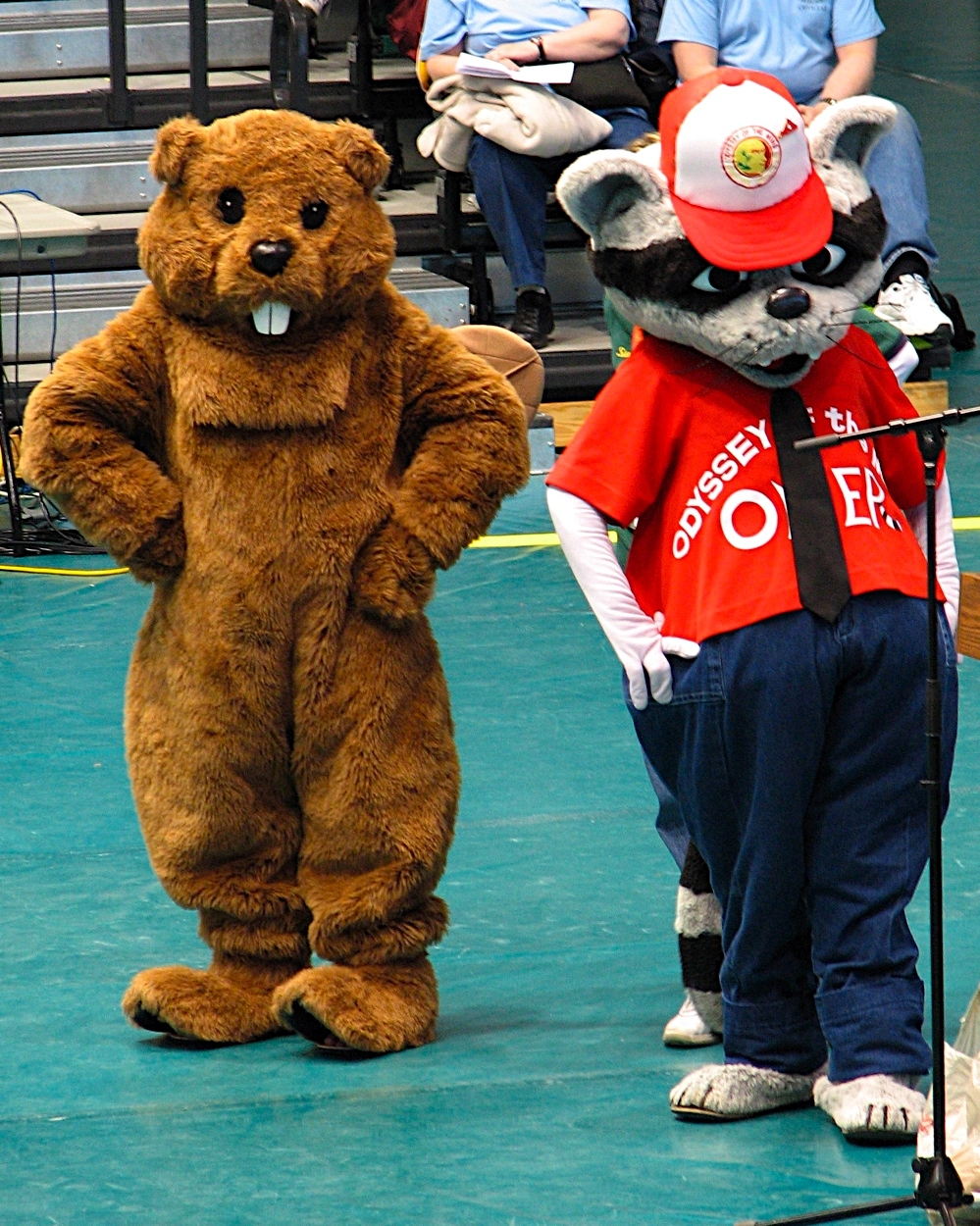
أومير الراكون وسنبس تعويذة نيويورك

قام د. ثيودور غورلي ود. سي صموئيل ميكلوس (بالإنجليزية: Dr. C. Samuel Micklus, Dr. Theodore Gourley)‏ بإنشاء برنامج أوديسا العقل عام 1978 في كلية غلاسبورو الحكومية (التي أصبحت الآن جامعة روان) في غلاسبورو في ولاية نيوجرسي الأميركية.
وشارك 28 فريقا من مدارس نيو جيرسي في أول مسابقة والتي سميت «أولمبياد العقل». وتحول البرنامج إلى العالمية ويشارك فيه فرق من أستراليا، الولايات المتحدة الأميركية، بلجيكا، كندا، الصين، ألمانيا، هونغ كونغ، المجر، الهند، إيطاليا، اليابان، كازخستان، كوريا، لثوانيا، لوكسمبورغ، ماليزيا، المكسيك، مولدوفا، هولنده، بولندا، روسيا، سيبيريا، سنغافورة، سلوفاكيا، المملكة المتحدة، أوزباكستان وأفريقيا الغربية.

## التنظيم
تقسم أوديسا العقل إلى 5 فئات:
- الفئة الأولية لطلاب الحضانة إلى الصف الثاني. لا تتبارى الفرق الأولية فيما بينها بل بقومون بأداء أدوار أمام لجنة التحكيم. كما يشاركون في برنامج الولاية، إلا أنهم لا يشاركون في المسابقات العالمية.
- الفئة الأولى: لطلاب الصفوف من 3 إلى 5 في الولايات المتحدة، وللطلاب الذين يقل عمرهم عن 12 سنة للمشاركين العالميين.
- الفئة الثانية: لطلاب الصفوف من 6 إلى 8 في الولايات المتحدة، وللطلاب الذين يقل عمرهم عن 15 سنة للمشاركين العالميين.
- الفئة الثالثة: لطلاب الصفوف من 9 إلى 12 في الولايات المتحدة، وللطلاب العالميين الذين لا يتبعون تصنيف آخر.
- الفئة الرابعة: للمجموعات الجامعية والبالغين.

يتم تحديد فئة الفريق بحسب عمر أكبر أعضائه. والفئة الرابعة محددة للأشخاص الذين أتموا الثانوية العامة ومدرجة أسماءهم على الأقل في مساقيين جامعيين.
وهناك فئة غير تنافسية تحضيرية لفئة الأطفال الذين يقومون بحل مسائل مبسطة ويقومون بتقديمها للجنة الحكم. وبالعادة لا يتقدم الناجحون إلى المستويات الأعلى إلا في حال قام المسؤولين بدعوتهم إلى إعادة تقديم مشاريعهم في برنامج مسابقات الولايات.
وتشكل كل ولاية أميركية هيئة للمسابقة خاصة بها. وتقسم هيئات بعض الولايات إلى هيئات مناطقية. وعادة يتنافس الفرق على مستوى المناطق والفرق الرابحة تنتقل إلى مباريات الولايات. والفرق الرابحة تصعد إلى المسابقات العالمية إذ لا يوجد مباراة على مستوى الدولة ككل. وتعقد المباراة العالمية عادة في شهر مايو من كل عام في الولايات المتحدة الأميركية.

## التسمية
عند بدء البرنامج، سميت المسابقة بـ «أولمبياد العقل». وفي بدايات ثمانينات القرن العشرين، فرضت لجنة الأولمبياد العالمية بتغيير الاسم بسبب ملكيتها لكلمة «أولمبياد». واختير اسم «أوديسا» للإبقاء على OM كاختصار. وما زال هذا الاختصار عرضة للنقد على أساس أن حقوقه تعود لشركة (بالإنجليزية: OM Association, Inc)‏.